# U2 Go Home: Live from Slane Castle
| Оценки критиков      | Оценки критиков    |
| Источник             | Оценка             |
| -------------------- | ------------------ |
| Allmusic             | [ 1 ]              |
| Entertainment Weekly | B+                 |
| The Music Box        | [ 3 ]              |
| PopMatters           | (очень позитивная) |
| Rolling Stone        | [ 5 ]              |

U2 Go Home: Live from Slane Castle, Ireland — фильм-концерт ирландской рок-группы U2, был издан на лейбле Island Records в ноябре 2003 года. Концерт был снят во время выступления группы близ замка Слейн, в ходе европейской части турне Elevation Tour. Это был второй из двух видео-релизов снятых во время этих гастролей, первый — Elevation: Live from Boston. Группа отыграла два концерта в замке Слейн, хотя традиционно, музыканты дают одно шоу в год.

## Фильм
Группа выступала в Слейне впервые за двадцать лет, со времён концерта 1981 года, когда они играли на разогреве у Thin Lizzy. По ходу турне Elevation Tour музыканты отыграли два шоу близ замка Слейн. Отец Боно скончался от рака, за несколько дней до второго концерта, который и попал на DVD.
Первый концерт состоялся 24 августа, на следующий день после похорон. Боно посвятил песню «Kite» своему отцу. Второй — прошёл 1 сентября 2001 года, в тот же день сборная Ирландии обеспечили себе место на Чемпионате мира по футболу. Футбольный матч транслировался публике перед выступлением U2, добавив ещё больше праздничной атмосферы. Концерт насчитывал более 180.000 зрителей.
Ларри Маллен: 
Прошло двадцать лет, с тех пор как мы выступали в Слейне. Это было захватывающе, снова вернуться в наш родной город и играть перед тысячами людей. Но похороны Боба вызвали чувство конца „золотых времён“, и по этой причине мы были очень сдержаны (эмоционально). Второе шоу, неделю спустя, была совершенно иным.

## Список композиций
1. «Elevation»
2. «Beautiful Day»
3. «Until the End of the World»
4. «New Year's Day»
5. «Out of Control»
6. «Sunday Bloody Sunday»
7. «Wake Up Dead Man»

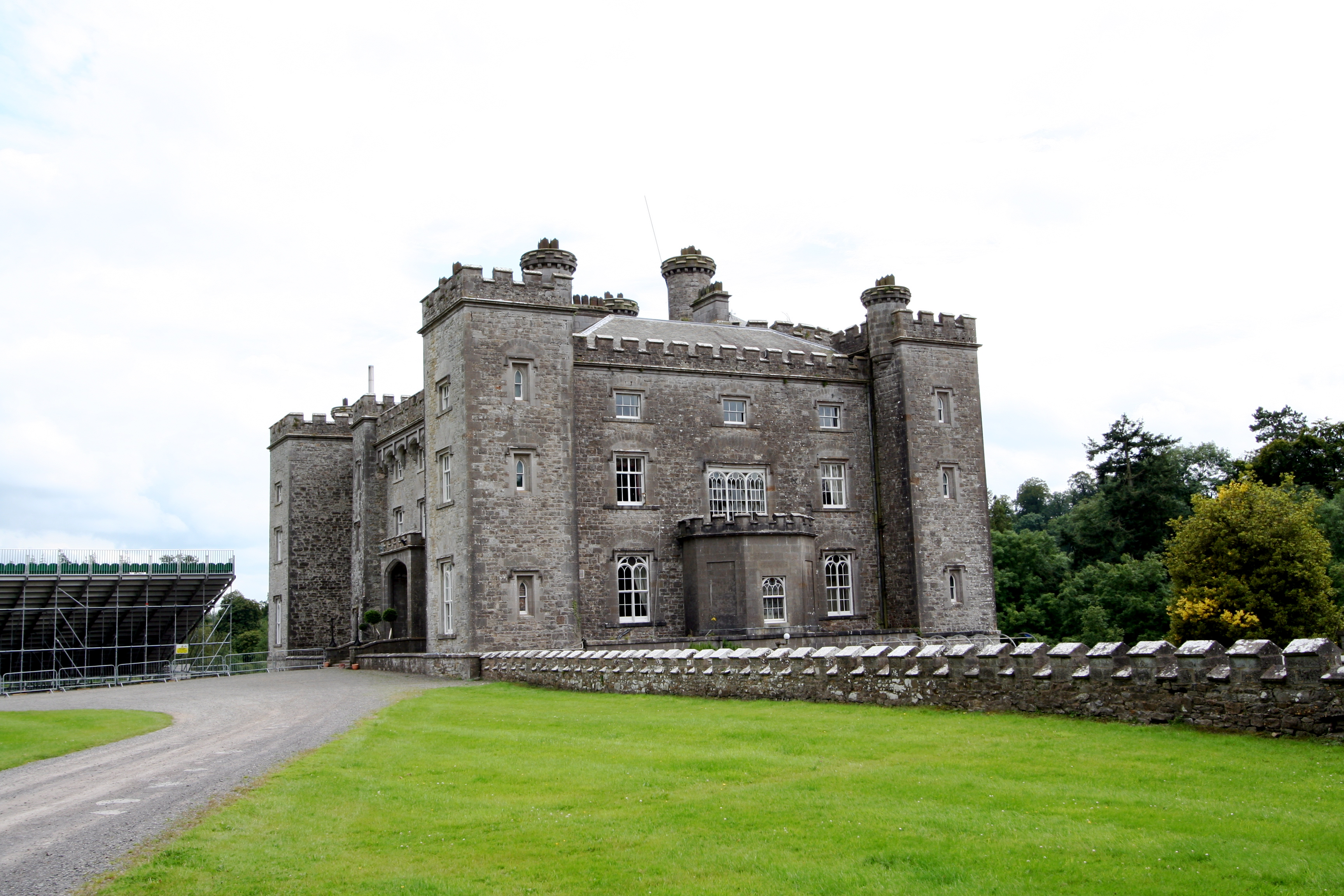
Замок Слейн, рядом с которым выступала группа

8. «Stuck in a Moment You Can't Get Out Of»
9. «Kite»
10. «Angel of Harlem»
11. «Desire»
12. «Staring at the Sun»
13. «All I Want Is You»
14. «Where the Streets Have No Name»
15. «Pride (In the Name of Love)»
16. «Bullet the Blue Sky»
17. «With or Without You»
18. «One»
19. «Walk On»

Бонусы
1. «Mysterious Ways»
2. Создание альбома The Unforgettable Fire

## Хит-парады
| Хит-парад (2003)              | Высшая позиция |
| ----------------------------- | -------------- |
| Austrian Top 10 Music DVDs    | 2              |
| German Albums Chart           | 42             |
| Ireland Top 20 DVDs           | 2              |
| Netherlands Top 30 Music DVDs | 1              |
| Spanish Top 20 Music DVDs     | 2              |
| Swiss Top 100 Albums          | 25             |

| Хит-парад (2004)              | Высшая позиция |
| ----------------------------- | -------------- |
| Australian Top 40 Music DVDs  | 1              |
| Japanese DVDs Chart           | 49             |
| New Zealand Top 10 Music DVDs | 1              |

| Хит-парад (2005)                     | Высшая позиция |
| ------------------------------------ | -------------- |
| Belgium (Flanders) Top 10 Music DVDs | 2              |
| Belgium (Wallonia) Top 10 Music DVDs | 5              |
| Danish Top 10 Music DVDs             | 1              |
| Italian Top 20 Music DVDs            | 2              |
| Norwegian Top 10 DVDs                | 1              |
| Portuguese Top 30 Music DVDs         | 3              |
| Swedish Top 20 DVDs                  | 2              |

## Сертификация
| Страна         | Организация | Сертификация (продажи) |
| -------------- | ----------- | ---------------------- |
| Аргентина      | CAPIF       | Платиновый             |
| Австралия      | ARIA        | 7× Платиновый          |
| Бразилия       | ABPD        | Бриллиантовый          |
| Франция        | SNEP        | Золотой                |
| Мексика        | AMPROFON    | Платиновый             |
| Новая Зеландия | RMNZ        | 2× Платиновый          |
| Испания        | PROMUSICAE  | Золотой                |